# Masira
La Isla Masira (en árabe: مصيرة) es una isla de la costa oriental de Omán, en el océano Índico.
Posee 95 km de longitud de norte a sur, y entre 12 y 14 km de ancho, con una superficie de unos 649 km² y una población estimada en 12.000 personas distribuidas en 12 aldeas, principalmente en el norte de la isla (9292 según el censo de 2003, de los cuales 2.311 eran extranjeros). Administrativamente, forma una de las once provincias (en árabe: ولاية, plural ولايات, transliteración: Wilayah, plural wilayat) de la región de Ash Sharqiyah. La aldea principal es Dawwāh en la parte norte de la isla. Contiene una base aérea de Omán y una fábrica de pescado, así como algunos pequeños pueblos. Anteriormente, la BBC tenía un centro de relevo compuesto por dos transmisores de radiodifusión estacionados allí. La mayor parte del interior de la isla está desierta, el acceso a la isla solo es posible por un pequeño ferry para coches (automóviles) o a través de la Fuerza Aérea de Omán.
Las principales industrias son la pesca y la fabricación de textiles tradicionales. Anteriormente, la construcción de barcos tradicionales era importante.
El terreno accidentado de la isla y sus alrededores costeros han dado lugar a la aparición de muchas naufragios en las playas de la isla, la mayoría de ellos bien preservados por el agua salada y el calor intenso.
El clima de la isla es agradable y saludable entre noviembre y marzo, pero caliente y hostil durante el monzón del suroeste.
Jabal Madrub, una montaña de 256 metros de alto, se encuentra a unos 13 km al sur del extremo norte de la isla.
El 5 y 6 de junio de 2007, 7000 personas en la isla se vieron obligados a abandonar temporalmente sus hogares debido a las altas olas de tormenta producida por el poderoso ciclón Gonu, el más fuerte que azotó la región del Golfo Pérsico en 60 años.